# Tetradekan
Tetradekan je uhlovodík (konkrétně alkan se čtrnácti atomy uhlíku v řetězci), jenž má sumární vzorec C14H30.

## Využití
Díky své viskozitě se může použít jako mazivo. Jelikož se vyskytuje v ropě, při rafinaci se dostane do benzínu a nafty, díky čemuž se používá jako palivo.
Společně s dalšími uhlovodíky se krakuje za účelem získání kratších uhlovodíků. Laboratorně se dá využít na výrobu halogendeivátů tetradekanu. Šetrnou oxidací lze vytvořit tetradekanol, a kyselinu myristovou (tetradekanovou)

## Výroba
Lze jej získat rafinací ropy, i vyrobit krakováním uhlovodíků.
Laboratorně může být připraven z chlorheptanu a kovového sodíku:
2 ClC7H16 + 2 Na → C14H30 + 2 NaCl.